# Leucanopsis infucata
Leucanopsis infucata är en fjärilsart som beskrevs av Berg 1882. Leucanopsis infucata ingår i släktet Leucanopsis och familjen björnspinnare. Inga underarter finns listade i Catalogue of Life.